# Hans Röhrich
Hans Röhrich beziehungsweise Johann Röhrich (* 5. Oktober 1899 in Nagyszentmiklós (deutsch Großsanktnikolaus), Königreich Ungarn, Österreich-Ungarn; † 21. April 1988 in Bad Tölz) war ein deutscher Chirurg. Er war Chefarzt an der Klinik für Augenheilkunde (1931–1948) und am Krankenhaus für Infektionskrankheiten und Pneumologie Dr. Victor Babeș (1949–1969) in Timișoara, Rumänien. Nach der Gründung der Medizinischen und Pharmazeutischen Universität Victor Babeș war er als Universitätsdozent für Lungen-Thorax-Chirurgie tätig.

## Studium
Hans Röhrich besuchte von 1909 bis 1912 die Bürgerschule in seinem Heimatort Nagyszentmiklós und absolvierte anschließend das Piaristengymnasium in Temesvár, wo er 1917 das Abitur machte. Nach dem Fronteinsatz (1917–1918) in Südtirol begann er 1919 das Medizinstudium in Deutschland an den Universitäten in Tübingen, Freiburg im Breisgau, München, an der Berliner Charité, in Würzburg und Heidelberg. 1926 promovierte er bei Professor Romberg in München. Von 1926 bis 1930 war Röhrich als Assistenzarzt in Heidelberg tätig, wo er sich zum Chirurgen ausbildete.

## Medizinische Laufbahn
Nach dem Medizinstudium übernahm Hans Röhrich 1931 die Leitung des Barmherzigenspitals in Timișoara und unterzog das Krankenhaus einem medizinischen Wandel. Er begann den Umbau des Krankenhauses nach modernen medizinischen Kriterien und dessen Ausbau zu einer chirurgischen Klinik. Das Krankenhaus wurde mit 55 Betten ausgestattet. Es wurde die erste chirurgisch-urologische Abteilung in Timișoara eingerichtet, die ersten intrathorakalen Eingriffe durchgeführt, sowie die erste Lungenflügelentfernung in Rumänien. Bis 1948 erzielte Doktor Röhrich beachtliche Erfolge in den Bereichen Nieren-, Blasen-, Prostata-, Galle-, Darm- und Thoraxchirurgie.
Von 1941 bis 1943 war er als Arzt der Rumänischen Armee an der Front.
Nachdem das Barmherzigenspital 1948 verstaatlicht wurde, begann Hans Röhrich 1949 eine neue Laufbahn am Krankenhaus für Infektionskrankheiten und Pneumologie Dr. Victor Babeș im Jagdwald von Timișoara (rumänisch: Pădurea Verde). Hier baute er die Thoraxchirurgie auf.
Nach der Gründung der Medizinfakultät war Hans Röhrich von 1949 bis 1969 als Dozent für Lungen-Thorax-Chirurgie tätig. In dieser Zeit gründete er die erste lungenchirurgische Abteilung in Timișoara.
1969 ging er in den Ruhestand. 1972 übersiedelte er nach Deutschland und ließ sich in Bad Tölz nieder. Einige Jahre arbeitete er noch an der Münchner Privatklinik Boruth.
Ihm zu Ehren wurde im September 2011 an seinem Geburtshaus in Sânnicolau Mare eine Gedenkplatte feierlich enthüllt.